# Copa do Mundo de Voleibol Masculino de 2019
A Copa do Mundo de Voleibol Masculino de 2019 foi a 14ª edição deste torneio organizado pela Federação Internacional de Voleibol (FIVB) a cada quatro anos. Realizou-se em três cidades japonesas, entre os dias 1 e 15 de outubro. Pela primeira vez desde 1991, não classificou nenhuma seleção aos Jogos Olímpicos, servindo como prévia para a edição de 2020, realizada em Tóquio, além de distribuir pontos para o ranking mundial.
O Brasil conquistou o torneio de forma invícta. Foi campeão pela terceira vez na história, a primeira desde o bicampeonato em 2003 e 2007. Polônia e Estados Unidos completaram o pódio ao finalizarem na segunda e terceira colocações, respectivamente. O oposto brasileiro Alan Souza foi premiado como o melhor jogador da competição.

## Equipes classificadas
Doze equipes se classificaram para a competição como as duas melhores equipes do Ranking Mundial da FIVB de cada federação continental em 1º de janeiro de 2019 (exceto o Japão que se classificou como anfitrião, e a Polônia que se classificou como campeã mundial de 2018).
| País-sede       |         |                                              |
| Japão           | AVC     |                                              |
| Campeão mundial |         |                                              |
| Polônia         | CEV     |                                              |
| Ranking da FIVB |         |                                              |
| Itália          | CEV     | Melhor europeu no ranking da FIVB            |
| Rússia          | CEV     | 2ª melhor europeu no no ranking da FIVB      |
| Estados Unidos  | NORCECA | Melhor norte-americano no ranking da FIVB    |
| Canadá          | NORCECA | 2ª melhor norte-americano no ranking da FIVB |
| Brasil          | CSV     | Melhor sul-americano no ranking da FIVB      |
| Argentina       | CSV     | 2ª melhor sul-americano no ranking da FIVB   |
| Irã             | AVC     | Melhor asiático no ranking da FIVB           |
| Austrália       | AVC     | 2ª melhor asiático no ranking da FIVB        |
| Egito           | CAVB    | Melhor africano no ranking da FIVB           |
| Tunísia         | CAVB    | 2ª melhor africano no ranking da FIVB        |

## Locais
| Primeira fase        | Segunda fase                  | Terceira fase                 | Hiroshima Nagano FukuokaCopa do Mundo de Voleibol Masculino de 2019 (Japão) |
| -------------------- | ----------------------------- | ----------------------------- | --------------------------------------------------------------------------- |
| Fukuoka              | Hiroshima                     | Hiroshima                     | Hiroshima Nagano FukuokaCopa do Mundo de Voleibol Masculino de 2019 (Japão) |
| Marine Messe Fukuoka | Green Arena Hiroshima         | Green Arena Hiroshima         | Hiroshima Nagano FukuokaCopa do Mundo de Voleibol Masculino de 2019 (Japão) |
| Capacidade: 8 500    | Capacidade: 7 000 (principal) | Capacidade: 7 000 (principal) | Hiroshima Nagano FukuokaCopa do Mundo de Voleibol Masculino de 2019 (Japão) |
|                      |                               |                               | Hiroshima Nagano FukuokaCopa do Mundo de Voleibol Masculino de 2019 (Japão) |
| Nagano               | Hiroshima                     | Hiroshima                     | Hiroshima Nagano FukuokaCopa do Mundo de Voleibol Masculino de 2019 (Japão) |
| White Ring           | Green Arena Hiroshima         | Green Arena Hiroshima         | Hiroshima Nagano FukuokaCopa do Mundo de Voleibol Masculino de 2019 (Japão) |
| Capacidade: 5 000    | Capacidade: 1 200 (anexo)     | Capacidade: 1 200 (anexo)     | Hiroshima Nagano FukuokaCopa do Mundo de Voleibol Masculino de 2019 (Japão) |
|                      |                               |                               | Hiroshima Nagano FukuokaCopa do Mundo de Voleibol Masculino de 2019 (Japão) |

## Critérios de classificação
1. Número de vitórias;
2. Pontos;
3. Razão de sets;
4. Razão de pontos;
5. Resultado da última partida entre os times empatados.

- Placar de 3–0 ou 3–1: 3 pontos para o vencedor, nenhum para o perdedor;
- Placar de 3–2: 2 pontos para o vencedor, 1 para o perdedor.[5]

## Resultados

### Classificação
|     |                |     | Jogos | Jogos | Jogos | Resultados | Resultados | Resultados | Resultados | Resultados | Resultados | Sets | Sets | Sets  | Pontos | Pontos | Pontos |
| Pos | Equipe         | Pts | T     | V     | D     | 3–0        | 3–1        | 3–2        | 2–3        | 1–3        | 0–3        | V    | P    | R     | V      | P      | R      |
| --- | -------------- | --- | ----- | ----- | ----- | ---------- | ---------- | ---------- | ---------- | ---------- | ---------- | ---- | ---- | ----- | ------ | ------ | ------ |
| 1   | Brasil         | 32  | 11    | 11    | 0     | 7          | 3          | 1          | 0          | 0          | 0          | 33   | 5    | 6.600 | 925    | 752    | 1.230  |
| 2   | Polônia        | 28  | 11    | 9     | 2     | 6          | 3          | 0          | 1          | 1          | 0          | 30   | 9    | 3.333 | 941    | 787    | 1.196  |
| 3   | Estados Unidos | 27  | 11    | 9     | 2     | 4          | 4          | 1          | 1          | 0          | 1          | 29   | 12   | 2.417 | 960    | 778    | 1.234  |
| 4   | Japão          | 22  | 11    | 8     | 3     | 3          | 3          | 2          | 0          | 2          | 1          | 26   | 16   | 1.625 | 967    | 902    | 1.072  |
| 5   | Argentina      | 19  | 11    | 6     | 5     | 2          | 3          | 1          | 2          | 2          | 1          | 24   | 20   | 1.200 | 984    | 969    | 1.015  |
| 6   | Rússia         | 15  | 11    | 5     | 6     | 1          | 3          | 1          | 1          | 3          | 2          | 20   | 23   | 0.870 | 939    | 961    | 0.977  |
| 7   | Itália         | 14  | 11    | 5     | 6     | 3          | 0          | 2          | 1          | 2          | 3          | 19   | 22   | 0.864 | 903    | 904    | 0.999  |
| 8   | Irã            | 12  | 11    | 4     | 7     | 1          | 2          | 1          | 1          | 5          | 1          | 19   | 25   | 0.760 | 965    | 1042   | 0.926  |
| 9   | Canadá         | 12  | 11    | 4     | 7     | 0          | 1          | 3          | 3          | 1          | 3          | 19   | 28   | 0.679 | 976    | 1058   | 0.922  |
| 10  | Egito          | 8   | 11    | 2     | 9     | 0          | 2          | 0          | 2          | 5          | 2          | 15   | 29   | 0.517 | 927    | 1025   | 0.904  |
| 11  | Austrália      | 5   | 11    | 2     | 9     | 1          | 0          | 1          | 0          | 3          | 6          | 9    | 29   | 0.310 | 790    | 904    | 0.874  |
| 12  | Tunísia        | 4   | 11    | 1     | 10    | 0          | 1          | 0          | 1          | 1          | 8          | 6    | 31   | 0.194 | 696    | 891    | 0.781  |

### Primeira fase

#### Fukuoka
| Data  | Hora  |                | Placar |                | Set 1 | Set 2 | Set 3 | Set 4 | Set 5 | Total   | Relatório |
| ----- | ----- | -------------- | ------ | -------------- | ----- | ----- | ----- | ----- | ----- | ------- | --------- |
| 1 out | 12:30 | Estados Unidos | 2–3    | Argentina      | 21–25 | 20–25 | 25–19 | 25–21 | 12–15 | 103–105 | P2        |
| 1 out | 15:30 | Polônia        | 3–0    | Tunísia        | 25–16 | 25–23 | 25–12 |       |       | 75–51   | P2        |
| 1 out | 19:20 | Japão          | 3–0    | Itália         | 25–17 | 25–19 | 25–21 |       |       | 75–57   | P2        |
| 2 out | 12:30 | Tunísia        | 1–3    | Argentina      | 19–25 | 18–25 | 25–23 | 14–25 |       | 76–98   | P2        |
| 2 out | 15:00 | Itália         | 1–3    | Estados Unidos | 25–19 | 19–25 | 14–25 | 19–25 |       | 77–94   | P2        |
| 2 out | 19:20 | Polônia        | 3–1    | Japão          | 25–23 | 25–17 | 19–25 | 25–17 |       | 94–82   | P2        |
| 4 out | 12:30 | Argentina      | 2–3    | Itália         | 28–26 | 25–17 | 12–25 | 18–25 | 10–15 | 93–108  | P2        |
| 4 out | 15:40 | Estados Unidos | 3–1    | Polônia        | 25–19 | 25–20 | 24–26 | 27–25 |       | 101–90  | P2        |
| 4 out | 19:20 | Japão          | 3–0    | Tunísia        | 25–23 | 25–21 | 25–11 |       |       | 75–55   | P2        |
| 5 out | 12:30 | Polônia        | 3–1    | Argentina      | 27–29 | 25–17 | 25–18 | 26–24 |       | 103–88  | P2        |
| 5 out | 15:10 | Tunísia        | 0–3    | Itália         | 19–25 | 21–25 | 18–25 |       |       | 58–75   | P2        |
| 5 out | 19:20 | Japão          | 0–3    | Estados Unidos | 19–25 | 19–25 | 21–25 |       |       | 59–75   | P2        |
| 6 out | 12:30 | Itália         | 0–3    | Polônia        | 18–25 | 18–25 | 22–25 |       |       | 58–75   | P2        |
| 6 out | 15:00 | Estados Unidos | 3–0    | Tunísia        | 25–10 | 25–18 | 25–17 |       |       | 75–45   | P2        |
| 6 out | 19:20 | Argentina      | 1–3    | Japão          | 19–25 | 20–25 | 28–26 | 22–25 |       | 89–101  | P2        |

#### Nagano
| Data  | Hora  |           | Placar |           | Set 1 | Set 2 | Set 3 | Set 4 | Set 5 | Total   | Relatório |
| ----- | ----- | --------- | ------ | --------- | ----- | ----- | ----- | ----- | ----- | ------- | --------- |
| 1 out | 11:00 | Austrália | 1–3    | Egito     | 22–25 | 25–21 | 23–25 | 18–25 |       | 88–96   | P2        |
| 1 out | 14:00 | Rússia    | 3–1    | Irã       | 25–21 | 25–18 | 24–26 | 25–22 |       | 99–87   | P2        |
| 1 out | 18:00 | Brasil    | 3–0    | Canadá    | 25–14 | 25–22 | 25–14 |       |       | 75–50   | P2        |
| 2 out | 11:00 | Egito     | 3–1    | Irã       | 22–25 | 26–24 | 25–18 | 26–24 |       | 99–91   | P2        |
| 2 out | 14:00 | Canadá    | 2–3    | Rússia    | 25–23 | 25–16 | 17–25 | 23–25 | 10–15 | 100–104 | P2        |
| 2 out | 18:00 | Austrália | 0–3    | Brasil    | 15–25 | 20–25 | 17–25 |       |       | 52–75   | P2        |
| 4 out | 11:00 | Irã       | 3–1    | Canadá    | 18–25 | 25–23 | 27–25 | 25–19 |       | 95–92   | P2        |
| 4 out | 14:00 | Rússia    | 2–3    | Austrália | 16–25 | 25–22 | 28–26 | 21–25 | 12–15 | 102–113 | P2        |
| 4 out | 18:00 | Brasil    | 3–1    | Egito     | 25–19 | 21–25 | 25–19 | 25–22 |       | 96–85   | P2        |
| 5 out | 11:00 | Egito     | 2–3    | Canadá    | 25–27 | 25–27 | 25–16 | 25–22 | 9–15  | 109–107 | P2        |
| 5 out | 14:15 | Brasil    | 3–0    | Rússia    | 25–16 | 25–22 | 25–22 |       |       | 75–60   | P2        |
| 5 out | 17:00 | Austrália | 1–3    | Irã       | 22–25 | 25–18 | 18–25 | 25–27 |       | 90–95   | P2        |
| 6 out | 11:00 | Rússia    | 3–1    | Egito     | 25–19 | 21–25 | 25–19 | 25–21 |       | 96–84   | P2        |
| 6 out | 14:00 | Irã       | 1–3    | Brasil    | 27–25 | 21–25 | 25–27 | 22–25 |       | 95–102  | P2        |
| 6 out | 17:00 | Canadá    | 3–1    | Austrália | 18–25 | 28–26 | 25–20 | 25–22 |       | 96–93   | P2        |

### Segunda fase

#### Hiroshima (P)
| Data   | Hora  |         | Placar |           | Set 1 | Set 2 | Set 3 | Set 4 | Set 5 | Total   | Relatório |
| ------ | ----- | ------- | ------ | --------- | ----- | ----- | ----- | ----- | ----- | ------- | --------- |
| 9 out  | 12:30 | Itália  | 3–0    | Egito     | 25–19 | 25–21 | 25–22 |       |       | 75–62   | P2        |
| 9 out  | 15:00 | Polônia | 3–1    | Rússia    | 25–27 | 25–21 | 25–18 | 25–22 |       | 100–88  | P2        |
| 9 out  | 19:20 | Japão   | 3–0    | Austrália | 25–17 | 25–22 | 25–22 |       |       | 75–61   | P2        |
| 10 out | 12:30 | Polônia | 3–0    | Egito     | 25–19 | 25–18 | 25–16 |       |       | 75–53   | P2        |
| 10 out | 15:00 | Itália  | 3–0    | Austrália | 30–28 | 25–13 | 25–22 |       |       | 80–63   | P2        |
| 10 out | 19:20 | Japão   | 3–1    | Rússia    | 25–22 | 21–25 | 25–22 | 25–16 |       | 96–85   | P2        |
| 11 out | 12:30 | Polônia | 3–0    | Austrália | 25–18 | 25–20 | 25–9  |       |       | 75–47   | P2        |
| 11 out | 15:00 | Itália  | 1–3    | Rússia    | 25–13 | 25–27 | 26–28 | 12–25 |       | 88–93   | P2        |
| 11 out | 19:20 | Japão   | 3–2    | Egito     | 25–14 | 18–25 | 25–23 | 28–30 | 15–13 | 111–105 | P2        |

#### Hiroshima (A)
| Data   | Hora  |                | Placar |        | Set 1 | Set 2 | Set 3 | Set 4 | Set 5 | Total   | Relatório |
| ------ | ----- | -------------- | ------ | ------ | ----- | ----- | ----- | ----- | ----- | ------- | --------- |
| 9 out  | 11:00 | Tunísia        | 2–3    | Canadá | 20–25 | 25–20 | 27–29 | 25–20 | 12–15 | 109–109 | P2        |
| 9 out  | 14:10 | Argentina      | 0–3    | Brasil | 19–25 | 19–25 | 24–26 |       |       | 62–76   | P2        |
| 9 out  | 18:00 | Estados Unidos | 3–1    | Irã    | 25–18 | 22–25 | 25–18 | 25–12 |       | 97–73   | P2        |
| 10 out | 11:00 | Argentina      | 3–0    | Canadá | 25–16 | 25–22 | 25–20 |       |       | 75–58   | P2        |
| 10 out | 14:00 | Tunísia        | 0–3    | Irã    | 24–26 | 17–25 | 22–25 |       |       | 63–76   | P2        |
| 10 out | 18:00 | Estados Unidos | 0–3    | Brasil | 23–25 | 22–25 | 17–25 |       |       | 62–75   | P2        |
| 11 out | 11:00 | Argentina      | 2–3    | Irã    | 25–27 | 25–23 | 25–19 | 17–25 | 10–15 | 102–109 | P2        |
| 11 out | 14:10 | Tunísia        | 0–3    | Brasil | 17–25 | 14–25 | 13–25 |       |       | 44–75   | P2        |
| 11 out | 18:00 | Estados Unidos | 3–2    | Canadá | 21–25 | 25–11 | 20–25 | 25–19 | 15–13 | 106–93  | P2        |

### Terceira fase

#### Hiroshima (P)
| Data   | Hora  |         | Placar |        | Set 1 | Set 2 | Set 3 | Set 4 | Set 5 | Total   | Relatório |
| ------ | ----- | ------- | ------ | ------ | ----- | ----- | ----- | ----- | ----- | ------- | --------- |
| 13 out | 12:30 | Itália  | 2–3    | Canadá | 25–19 | 17–25 | 25–15 | 23–25 | 16–18 | 106–102 | P2        |
| 13 out | 15:35 | Polônia | 2–3    | Brasil | 25–19 | 23–25 | 19–25 | 25–16 | 11–15 | 103–100 | P2        |
| 13 out | 19:20 | Japão   | 3–1    | Irã    | 25–16 | 26–28 | 25–13 | 25–21 |       | 101–78  | P2        |
| 14 out | 12:30 | Polônia | 3–0    | Canadá | 25–23 | 26–24 | 25–20 |       |       | 76–67   | P2        |
| 14 out | 15:00 | Itália  | 3–2    | Irã    | 25–27 | 27–29 | 30–28 | 25–17 | 15–13 | 122–114 | P2        |
| 14 out | 19:20 | Japão   | 1–3    | Brasil | 17–25 | 26–24 | 14–25 | 25–27 |       | 82–101  | P2        |
| 15 out | 12:30 | Polônia | 3–0    | Irã    | 25–18 | 25–18 | 25–16 |       |       | 75–52   | P2        |
| 15 out | 15:00 | Itália  | 0–3    | Brasil | 20–25 | 22–25 | 15–25 |       |       | 57–75   | P2        |
| 15 out | 19:20 | Japão   | 3–2    | Canadá | 22–25 | 25–20 | 25–23 | 23–25 | 15–9  | 110–102 | P2        |

#### Hiroshima (A)
| Data   | Hora  |                | Placar |           | Set 1 | Set 2 | Set 3 | Set 4 | Set 5 | Total  | Relatório |
| ------ | ----- | -------------- | ------ | --------- | ----- | ----- | ----- | ----- | ----- | ------ | --------- |
| 13 out | 11:00 | Argentina      | 3–1    | Rússia    | 25–23 | 25–23 | 21–25 | 25–16 |       | 96–87  | P2        |
| 13 out | 14:00 | Estados Unidos | 3–0    | Austrália | 25–14 | 25–13 | 25–16 |       |       | 75–43  | P2        |
| 13 out | 17:00 | Tunísia        | 3–1    | Egito     | 25–23 | 14–25 | 25–17 | 25–18 |       | 89–83  | P2        |
| 14 out | 11:00 | Estados Unidos | 3–0    | Rússia    | 25–23 | 25–11 | 25–16 |       |       | 75–50  | P2        |
| 14 out | 14:00 | Argentina      | 3–1    | Egito     | 25–27 | 25–17 | 25–22 | 25–17 |       | 100–83 | P2        |
| 14 out | 17:00 | Tunísia        | 0–3    | Austrália | 21–25 | 17–25 | 21–25 |       |       | 59–75  | P2        |
| 15 out | 11:00 | Estados Unidos | 3–1    | Egito     | 22–25 | 25–16 | 25–14 | 25–13 |       | 97–68  | P2        |
| 15 out | 14:00 | Tunísia        | 0–3    | Rússia    | 16–25 | 16–25 | 15–25 |       |       | 47–75  | P2        |
| 15 out | 18:00 | Argentina      | 3–0    | Austrália | 25–20 | 25–21 | 26–24 |       |       | 76–65  | P2        |

## Classificação final
| Campeão | Vice-campeão | Terceiro lugar |
| Brasil Bruno Rezende · Isac Santos · Maurício Borges · Fernando Kreling · Yoandy Leal · Douglas Souza · Maurício Souza · Lucas Saatkamp · Thales Hoss · Ricardo Lucarelli de Souza · Felipe Roque · Alan Souza · Maique Nascimento · Flávio Gualberto | Polônia Maciej Muzaj · Marcin Komenda · Łukasz Kaczmarek · Artur Szalpuk · Wilfredo León · Damian Wojtaszek · Fabian Drzyzga · Michał Kubiak · Aleksander Śliwka · Jakub Kochanowski · Paweł Zatorski · Bartosz Kwolek · Mateusz Bieniek · Karol Kłos | Estados Unidos Matthew Anderson · Aaron Russell · Jeffrey Jendryk · Mitchell Stahl · Torey DeFalco · James Shaw · Micah Christenson · Maxwell Holt · Benjamin Patch · Micah Ma'a · Joshua Tuaniga · Garrett Muagututia · David Smith · Erik Shoji |

| 4  | Japão     |
| 5  | Argentina |
| 6  | Rússia    |
| 7  | Itália    |
| 8  | Irã       |
| 9  | Canadá    |
| 10 | Egito     |
| 11 | Austrália |
| 12 | Tunísia   |

### Prêmios individuais
A seleção do campeonato foi composta pelos seguintes jogadores:
- MVP :  Alan Souza